# Prowincja Mae Hong Son
Mae Hong Son (แม่ฮ่องสอน) – jedna z prowincji (changwat) Tajlandii. Sąsiaduje tylko z  prowincjami Chiang Mai i Tak oraz z Mjanmą. Jest najrzadziej zaludnioną prowincją Tajlandii (zaledwie 17 osób na km²).